# Édouard Geynet
Édouard Geynet (ur. 25 września 1867 w Paryżu, zm. 15 marca 1916 tamże) – francuski strzelec, olimpijczyk. 
Brał udział w Letnich Igrzyskach Olimpijskich 1900. Startował tylko w trapie, w którym zajął szóste miejsce. 

## Wyniki olimpijskie
| Igrzyska | Konkurencja | Wynik   | Miejsce | Źródło |
| -------- | ----------- | ------- | ------- | ------ |
| IO 1900  | Trap        | 13 pkt. | 6       | [ 2 ]  |